# Evacuate the Dancefloor (歌曲)
Evacuate the Dancefloor (淨空舞池) 是德國流行音樂女子團體卡絲卡達樂團的一首英文流行音樂單曲，於2008年錄製，2009年6月29日發行，收錄於同名專輯Evacuate the Dancefloor當中。

## 外部連結
- Xuite影音線上收聽（页面存档备份，存于）
- Youtube 音樂錄影帶（页面存档备份，存于）
- Evacuate the Dancefloor 歌詞（页面存档备份，存于）